# 凡登 (伊利諾伊州)
凡登（英語：Fandon）是位於美國伊利諾伊州麥克多諾縣的一個非建制地區。該地的面積和人口皆未知。

## 地理
凡登的座標為40°22′06″N 90°45′41″W / 40.36833°N 90.76139°W，而該地的平均海拔高度為204米（即669英尺）。